# 長谷田站
長谷田站（日语：／ Haseda eki */?）是位於石川縣江沼郡山中町（現時：加賀市山中溫泉）長谷田町，北陸鐵道山中線的鐵路車站（廢站）。

## 歷史
- 1913年（大正2年）3月18日：車站啟用[1]。
- 1943年（昭和18年）10月13日：合併後成為北陸鐵道車站。
- 1971年（昭和46年）7月11日：加南線全線廢除，此站也被廢除[1]。

## 車站構造
此站是地面車站，設有1面1線的單式月台。

## 現狀
路軌遺址變成了縣道擴寬用地和行人路。

## 相鄰車站
北陸鐵道
山中線
旭町－長谷田－中田

## 注腳
1. 1 2  今尾惠介. . 日本: 新潮社. 2008年10月18日: 27. ISBN 9784107900241.

## 相關項目
- 日本鐵路車站列表 Ha